# Cost and Freight

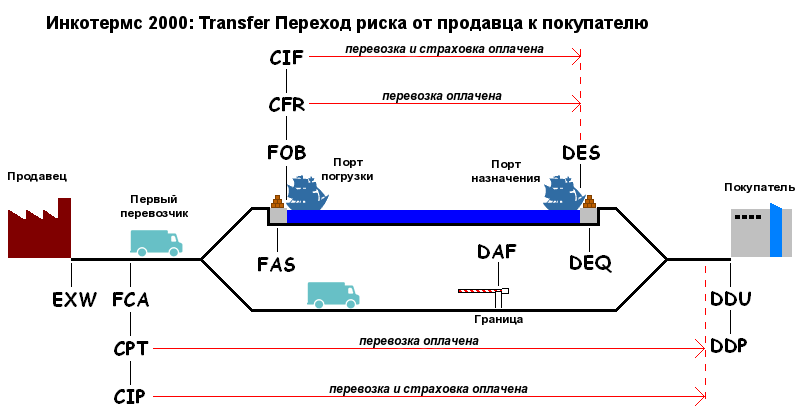
Области действия терминов Инкотермс.

CFR (англ. Cost and Freight — стоимость и фрахт) — термин Инкотермс. 
Условия поставки CFR означают, что продавец оплачивает доставку товара в порт, погрузку и фрахт судна, а также обеспечивает прохождение таможенных процедур при экспорте товара (в том числе оплачивает пошлины). Покупатель оплачивает страховку товара. Риск потери или повреждения, а также дополнительные расходы после переноса товара через поручни судна в порту погрузки переходит на покупателя.
Условия поставки CFR используются только в случае перевозки товара морским или речным транспортом.